# Crepidorhopalon affinis
Crepidorhopalon affinis är en tvåhjärtbladig växtart som först beskrevs av De Wild., och fick sitt nu gällande namn av Fischer och R. Govaerts. Crepidorhopalon affinis ingår i släktet Crepidorhopalon och familjen Linderniaceae. Inga underarter finns listade i Catalogue of Life.